# 클리프턴빌 FC
클리프턴빌 FC(영어: Cliftonville Football & Athletic Club)는 벨파스트를 연고로 하는 북아일랜드의 축구 클럽이다. 현재는 IFA 프리미어십에 참가하고 있다. 1879년 9월 20일에 창단되었으며 북아일랜드에서 오랜 역사를 자랑하는 축구 클럽 가운데 하나로 여겨진다.

## 성적
- IFA 프리미어십: 우승 4회 (1905–06 (공동 우승), 1909–10, 1997–98, 2012–13)
- 아이리시컵: 우승 8회 (1882–83, 1887–88, 1896–97, 1899–00, 1900–01, 1906–07, 1908–09, 1978–79)
- 북아일랜드 리그컵: 우승 2회 (2003–04, 2012–13)

## 선수 명단

### 현역
참고: FIFA 자격 규정에 따라 소속된 국가대표팀 국기를 표시합니다. 선수는 복수의 FIFA 비회원국 국적을 가지고 있을 수 있습니다.
| 번호 | 포지션 | 국적       | 이름      |
| ---- | ------ | ---------- | --------- |
| 19   | FW     | 북아일랜드 | 조 곰레이 |

| 번호 | 포지션 | 국적 | 이름 |
| ---- | ------ | ---- | ---- |